# Syncrenis ustimargo
Syncrenis ustimargo là một loài bướm đêm trong họ Geometridae.